# Machomyrma dispar
Machomyrma dispar är en myrart som först beskrevs av Auguste-Henri Forel 1895.  Machomyrma dispar ingår i släktet Machomyrma och familjen myror. Inga underarter finns listade i Catalogue of Life.

## Bildgalleri